# Le Train Bleu

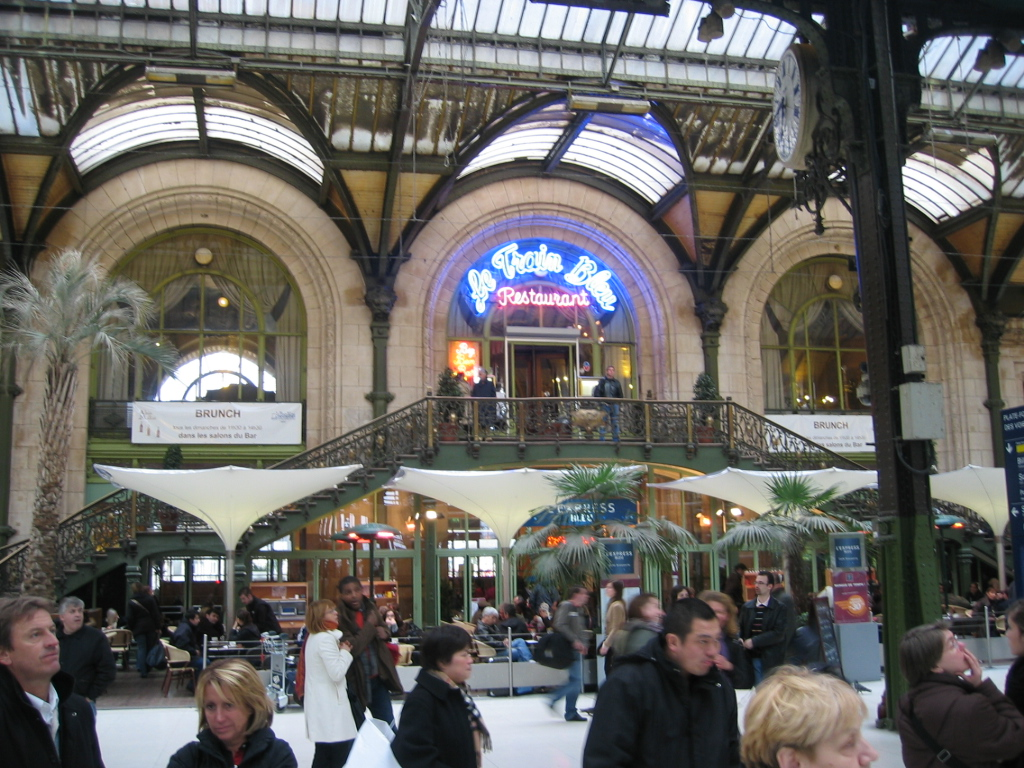
Der Eingang zum Restaurant

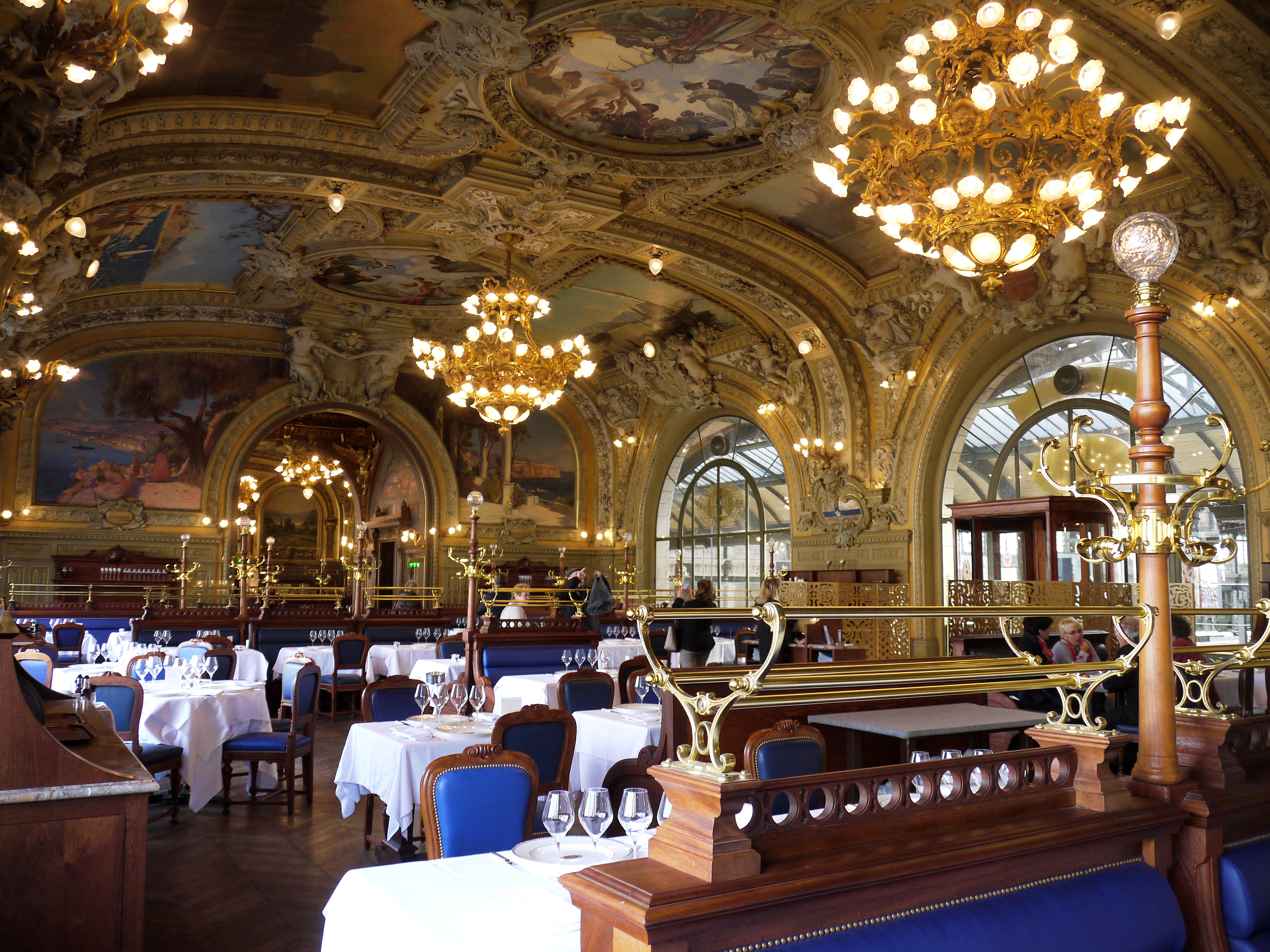
Im Restaurant Le Train Bleu

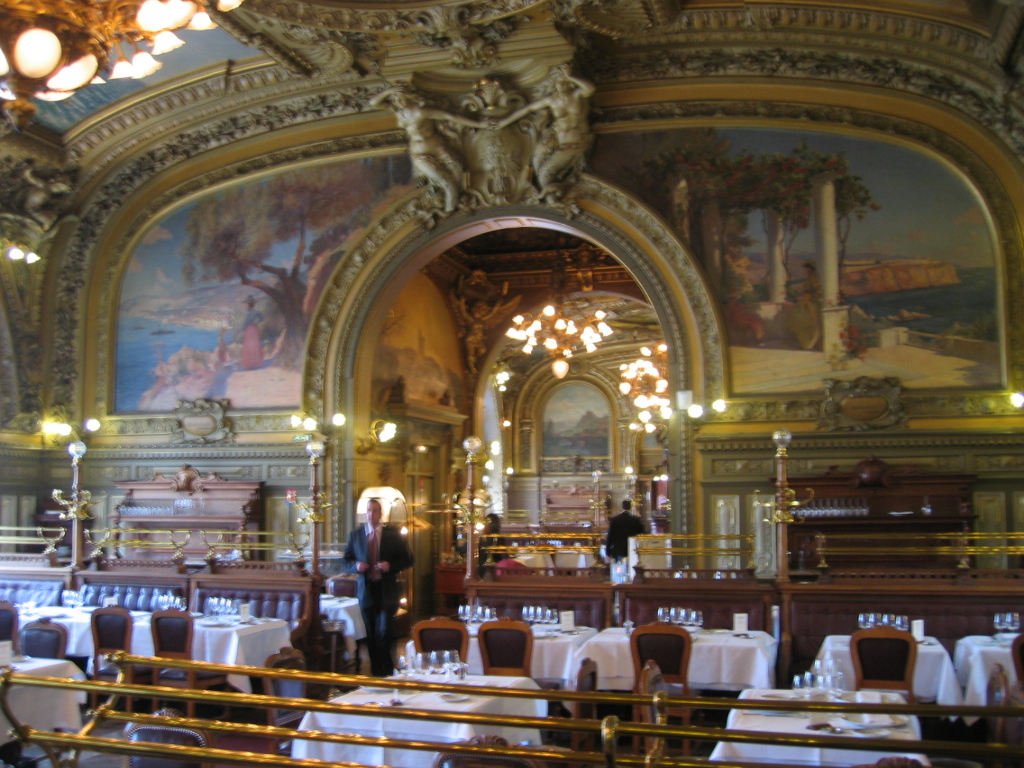
Im Restaurant Le Train Bleu

Le Train Bleu ist ein Restaurant mit originaler Fin-de-siècle-Ausstattung im Gare de Lyon in Paris.

## Geschichte
Der Gare de Lyon, samt seinem luxuriösen Restaurant, wurde anlässlich der Weltausstellung 1900 in Paris im Auftrag der Eisenbahngesellschaft Compagnie Paris-Lyon-Méditerranée (PLM) gebaut; Architekt war Marius Toudoire (1852–1922). Die Einweihung fand am 7. April 1901 in Anwesenheit des damaligen französischen Staatspräsidenten Émile Loubet statt.
Ursprünglich hieß dieses Restaurant Buffet de la Gare de Lyon und wurde 1963 in Le Train Bleu umbenannt als Hommage an den früheren französischen Luxuszug Train Bleu der CIWL, welcher ab 1922 von Calais über Paris zur französischen Riviera verkehrte.
Zu den bekennenden Stammgästen im Le Train Bleu zählten im Verlauf der Jahrzehnte unter anderem Coco Chanel, Brigitte Bardot, Jean Gabin, Colette, Jean Cocteau und Salvador Dalí. Bis heute hat das Feinschmeckerlokal nichts an Beliebtheit eingebüßt; täglich werden etwa 500 Mahlzeiten serviert.

## Interieur

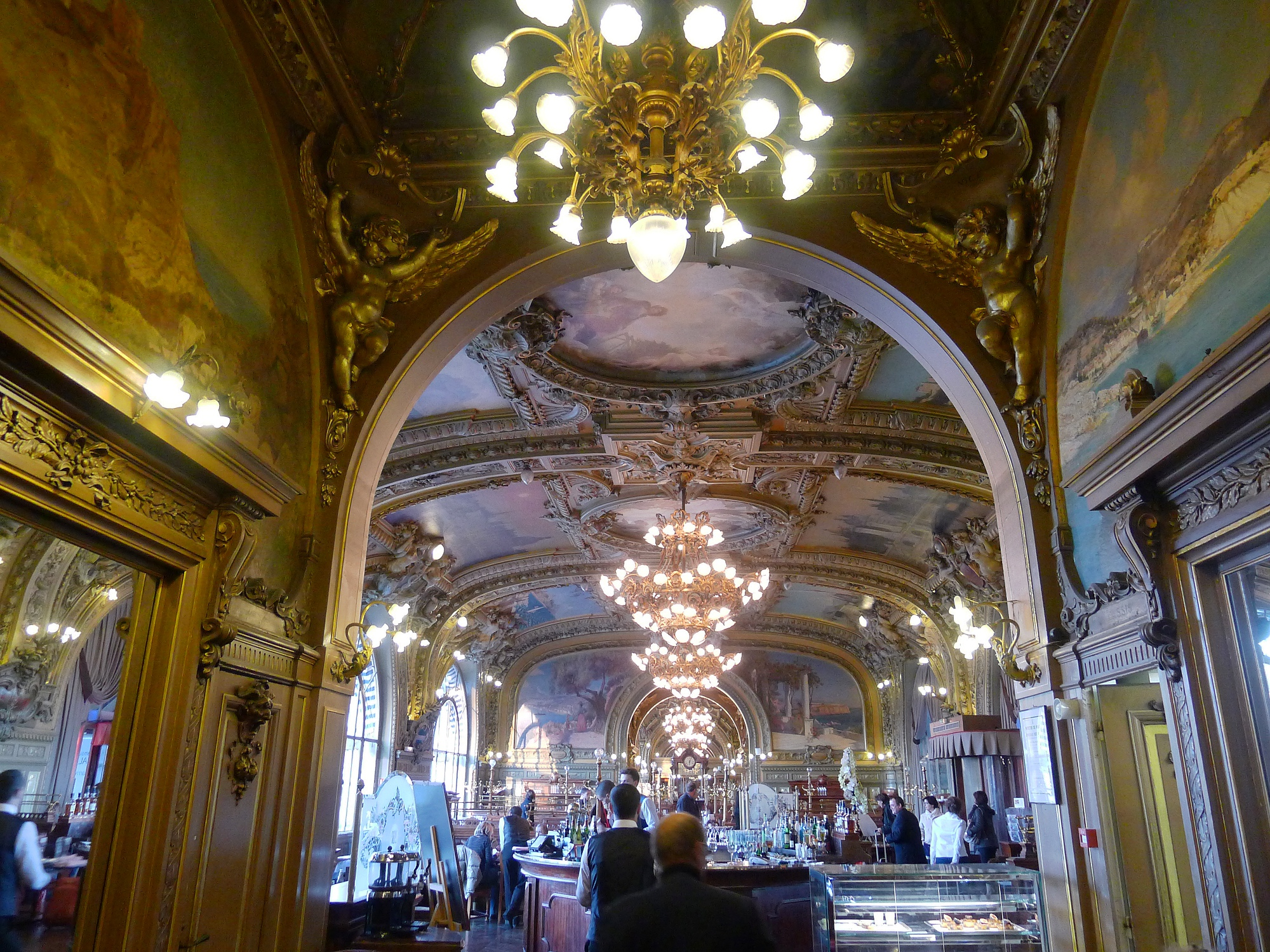
Im Restaurant

Die riesigen Speisesäle bestechen bis heute in ihrer Originalausstattung, mit polierten Fußböden, Holzverkleidungen, Lederbänken und Möbeln; das Auge wird überwältigt durch die üppigen vergoldeten Stuckaturen und zahlreiche Skulpturen. Der wahre Blickfang sind jedoch die 41 pompösen Wand- und Deckengemälde, welche Szenen aus Frankreich darstellen. Die dreißig ausführenden Maler waren die Elite ihrer Zeit, sodass man hier einen durchaus musealen Querschnitt über die französische Malerei um 1900 vorfindet.
Oberhalb der Treppe, die zu den Gleisen führt, findet man ein Wandgemälde von René Billotte (1846–1915); es zeigt Pariser Motive, nämlich den Pont Alexandre III und den Palast der Weltausstellung von 1900.
Die drei Deckengemälde im Großen Saal (26 m lang, 13 m breit und 11 m hoch) sind den drei größten Städten Frankreichs gewidmet: Paris ist eine Arbeit von François Flameng (1856–1923), der auch Wandgemälde in der Sorbonne und der Opéra-Comique schuf.
Die beiden anderen Motive stammen von Debufe (Lyon) und Saint-Pierre (Marseille), zwei weniger bekannten Malern.

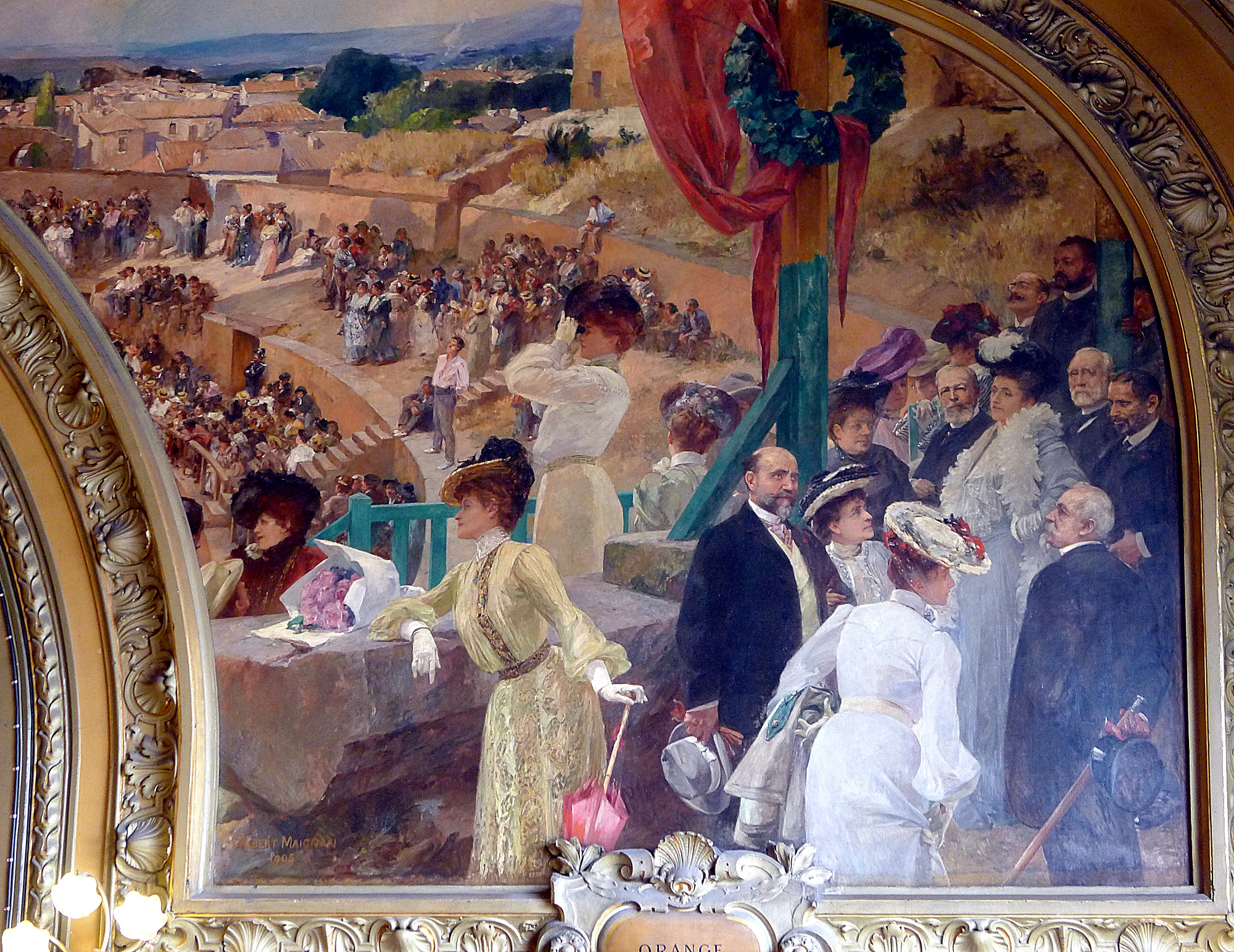
Das Hauptgemälde Theater von Orange von Albert Maignan im Großen Saal

Das Hauptgemälde im Großen Saal ziert das Motiv Theater von Orange von Albert Maignan (1845–1908). Daneben gibt es Porträts vom damaligen Präsidenten der PLM, Derville, und dem Generaldirektor Noblemaire; weitere von den damals berühmten Schauspielerinnen Sarah Bernhardt und Réjane, dem Sänger Jean Bartet und dem Schriftsteller Edmond Rostand.
Die Gemälde Villefranche und Monaco stammen von Frédéric Montenard (1849–1926), dem Begründer der Société nationale des beaux-arts.
Im Goldenen Saal findet man das Gemälde Nizza, der Krieg der Blumen von Henri Gervex (1852–1929), einem Freund von Auguste Renoir.
Der Name des Malers Jean-Baptiste Olive (1848–1936) prangt an den beiden anderen Gemälden im Goldenen Saal (18,5 m lang, 9 m breit und 11 m hoch), St. Honorat und Der alte Hafen von Marseille. In Marseille 1849 geboren, hatte Olive einen weltweiten Ruf als Marinemaler.
Ein Gemälde von Eugène Burnand (1850–1921) zeigt das Bergmassiv des Montblanc (von Burnand stammt auch das berühmte Panorama der Berner Alpen, welches seinerzeit auf einer großen Ausstellungstournee in Antwerpen, Chicago, Genf und Paris gezeigt wurde).
1972 wurde das Le Train Bleu in die Liste der Baudenkmäler Frankreichs aufgenommen.

## Das „Le Train Bleu“ als Filmkulisse
Das Restaurant diente in zahlreichen Filmen als Kulisse für einzelne Szenen, unter anderem
- 1972: Reisen mit meiner Tante, engl. Travels with My Aunt nach dem gleichnamigen Roman von Graham Greene, Regie George Cukor.
- 1990: Nikita, Regie Luc Besson.
- 1998: Place Vendôme, Regie Nicole Garcia.
- 2003: Sole Sisters, Regie Pierre Jolivet.
- 2007: Mr. Bean macht Ferien, engl. Mr. Bean’s Holiday, Regie Steve Bendelack.